# De IJzerbroeken te Diksmuide en Lo-Reninge
De IJzerbroeken te Diksmuide en Lo-Reninge ((fr) : les Marais de l'Yser à Dixmude et Lo-Renige) ou plus courtement IJzerbroeken est la plus grande zone humide de Belgique. Elle est protégée par la convention de Ramsar.

## Géographie
Elle se situe en Flandre-Occidentale, comme son nom l'indique entre les villes de Dixmude et de Lo-Reninge, le long de l'Yser, à une trentaine de kilomètres au sud de Ostende.